# Liste der Gemeinden im Landkreis München

Karte des Landkreises München

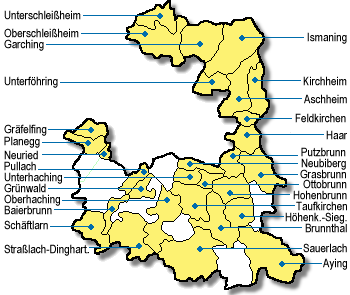
Karte des Landkreises München noch mit den gemeindefreien Gebieten Deisenhofener Forst und Hofoldinger Forst

Die Liste der Gemeinden im Landkreis München gibt einen Überblick über die 29 kleinsten Verwaltungseinheiten des Landkreises. Drei der Gemeinden sind Städte: Unterschleißheim und Haar sind Mittelstädte, Garching b.München ist eine Kleinstadt.
In seiner heutigen Form entstand der Landkreis München im Zuge der im Jahr 1972 durchgeführten bayerischen Gebietsreform. Der Landkreis wurde aus dem Landkreis München und Teilen der Landkreise Bad Aibling und Wolfratshausen gebildet. Die heutige Gemeindegliederung war im Jahr 1979 abgeschlossen. Eine Veränderung gab es seit dem dennoch, das 11,83 km2 große gemeindefreie Gebiet Deisenhofener Forst wurde zum 1. Januar 2010 aufgelöst und auf die Gemeinden Oberhaching und Sauerlach aufgeteilt.
Bei den Gemeinden ist vermerkt, zu welchem Landkreis der Hauptort der Gemeinde vor der Gebietsreform gehörte. Bei den Teilorten der Gemeinden ist das Jahr vermerkt, in dem diese der Gemeinde beitraten. Bei den Teilorten, die vor der Gebietsreform zu einem anderen Landkreis gehörten als der Hauptort der heutigen Gemeinde, ist auch dieses vermerkt.

## Beschreibung
Verwaltungsgemeinschaften gibt es im Landkreis München keine. Der Sitz der Kreisverwaltung ist in der nicht zum Landkreis gehörenden Stadt München.
Der Landkreis hat eine Gesamtfläche von 664,26 km2. Die größte Fläche innerhalb des Landkreises haben die Gemeinden Sauerlach mit 56,95 km2, Aying mit 56,56 km2 und Ismaning mit 40,19 km2. Drei Gemeinden haben eine Fläche, die größer ist als 30 km2, sechs Gemeinden haben eine Fläche von über 20 km2, neun Gemeinden sind unter 20 km2 groß und acht Gemeinden sind kleiner als 10 km2. Die kleinsten Flächen haben die Gemeinden Feldkirchen mit 6,41 km2, Neubiberg mit 5,77 km2 und Ottobrunn mit 5,23 km2. Die derzeit noch drei gemeindefreien Gebiete haben zusammen eine Fläche von 69,97 km2.
Mit 358.480 Einwohnern ist der Landkreis München der von der Einwohnerzahl größte Bayerns. Den größten Anteil an der Bevölkerung hat die Stadt Unterschleißheim mit 29.661 Einwohnern, gefolgt von der Gemeinde Unterhaching mit 26.079 Einwohnern, der Stadt Haar mit 23.056 Einwohnern und der Gemeinde Ottobrunn mit 22.510 Einwohnern. Drei weitere Gemeinden, darunter die Stadt Garching b.München, haben über 15.000 Einwohner. Neun Gemeinden haben über 10.000 und elf über 5000 Einwohner. Zwei Gemeinden haben weniger als 5000 Einwohner, nämlich Baierbrunn mit 3426 Einwohnern und Straßlach-Dingharting mit 3321 Einwohnern.
Der gesamte Landkreis München hat eine Bevölkerungsdichte von 540 Einwohnern pro km2. Die größte Bevölkerungsdichte innerhalb des Kreises hat die flächenmäßig kleinste Gemeinde, Ottobrunn mit 4304 Einwohnern pro km2, gefolgt von den Gemeinden Neubiberg mit 2533 Einwohnern pro km2 und Unterhaching mit 2515. Sieben weitere Gemeinden haben eine Bevölkerungsdichte von über 1000 Einwohnern pro km2, darunter die Städte Unterschleißheim und Haar, weitere sechs, darunter die Stadt Garching b.München, von über 500 Einwohnern pro km2. Alle anderen Gemeinden haben eine geringere Bevölkerungsdichte als der Landkreisdurchschnitt von 540. Neun dieser Gemeinden haben eine Bevölkerungsdichte über und vier unter 200 Einwohner pro km2. Diese vier am dünnsten besiedelten Gemeinden sind Brunnthal mit 149, Sauerlach mit 144, Straßlach-Dingharting mit 117 und Aying mit 99 Einwohnern pro km2.

## Legende
- Gemeinde: Name der Gemeinde beziehungsweise Stadt und Angabe, zu welchem Landkreis der namensgebende Ort der Gemeinde vor der Gebietsreform gehörte
- Teilorte: Aufgezählt werden die ehemals selbständigen Gemeinden der Verwaltungseinheit. Dazu ist das Jahr der Eingemeindung angegeben. Bei den Teilorten, die vor der Gebietsreform zu einem anderen Landkreis gehörten als der Hauptort der heutigen Gemeinde, ist auch dieses vermerkt
- Wappen: Wappen der Gemeinde beziehungsweise Stadt
- Karte: Zeigt die Lage der Gemeinde beziehungsweise Stadt im Landkreis
- Fläche: Fläche der Gemeinde beziehungsweise Stadt, angegeben in Quadratkilometer
- Einwohner: Zahl der Menschen die in der Gemeinde beziehungsweise Stadt leben (Stand: 31. Dezember 2023[1])
- EW-Dichte: Angegeben ist die Einwohnerdichte, gerechnet auf die Fläche der Verwaltungseinheit, angegeben in Einwohner pro km2 (Stand: 31. Dezember 2023[2])
- Höhe: Höhe der namensgebenden Ortschaft beziehungsweise Stadt in Meter über Normalnull[3]
- Bild: Bild aus der jeweiligen Gemeinde beziehungsweise Stadt

## Gemeinden
| Gemeinde                                                                           | Teilorte | Wappen                                         | Karte | Fläche | Einwohner | EW- Dichte | Höhe | Bild |
| ---------------------------------------------------------------------------------- | --- | ---------------------------------------------- | --- | ------ | --------- | ---------- | ---- | --- |
| Landkreis München                                                                  | | Wappen des Landkreises München                 | Lage des Landkreises München in Bayern | 664,26 | 358.480   | 540        |      | Felsen Georgenstein in der Isar bei Baierbrunn |
| Aschheim (gehörte vor der Gebietsreform zum Landkreis München)                     | Aschheim Dornach (1978) | Wappen der Gemeinde Aschheim                   | Lage der Gemeinde Aschheim im Landkreis München | 28,05  | 9.567     | 341        | 512  | bei Aschheim |
| Aying                                                                              | Peiß (gehörte vor der Gebietsreform zum Landkreis München) Helfendorf (gehörte vor der Gebietsreform zum Landkreis Bad Aibling) (Zusammenlegung: 1978) | Wappen der Gemeinde Aying                      | Lage der Gemeinde Aying im Landkreis München | 56,56  | 5.613     | 99         | 610  | im Naturschutzgebiet Kupferbachtal |
| Baierbrunn (gehörte vor der Gebietsreform zum Landkreis Wolfratshausen)            | Baierbrunn | Wappen der Gemeinde Baierbrunn                 | Lage der Gemeinde Baierbrunn im Landkreis München | 7,21   | 3.426     | 475        | 638  | Rathaus Baierbrunn |
| Brunnthal (gehörte vor der Gebietsreform zum Landkreis München)                    | Brunnthal Hofolding (1978) | Wappen der Gemeinde Brunnthal                  | Lage der Gemeinde Brunnthal im Landkreis München | 37,95  | 5.650     | 149        | 592  | Kirche St. Nikolaus Brunnthal |
| Feldkirchen (gehörte vor der Gebietsreform zum Landkreis München)                  | Feldkirchen | Wappen der Gemeinde Feldkirchen                | Lage der Gemeinde Feldkirchen im Landkreis München | 6,41   | 7.689     | 1.200      | 523  | Evangelische Kirche in Feldkirchen |
| Garching bei München (Stadt) (gehörte vor der Gebietsreform zum Landkreis München) | Garching bei München | Wappen der Stadt Garching b.München            | Lage der Stadt Garching b.München im Landkreis München | 28,17  | 17.577    | 624        | 484  | Der Forschungsreaktor München I (FRM I) oder das Atomei von Garching auf dem Gelände der Technischen Universität München (TUM) |
| Gräfelfing (gehörte vor der Gebietsreform zum Landkreis München)                   | Gräfelfing | Wappen der Gemeinde Gräfelfing                 | Lage der Gemeinde Gräfelfing im Landkreis München | 9,58   | 13.673    | 1.427      | 540  | Kirche St. Stephanus Gräfelfing |
| Grasbrunn (gehörte vor der Gebietsreform zum Landkreis München)                    | Grasbrunn Harthausen (1978) | Wappen der Gemeinde Grasbrunn                  | Lage der Gemeinde Grasbrunn im Landkreis München | 26,39  | 6.813     | 258        | 556  | Grasbrunn / Harthausen Wasserwerk |
| Grünwald (gehörte vor der Gebietsreform zum Landkreis München)                     | Grünwald | Wappen der Gemeinde Grünwald                   | Lage der Gemeinde Grünwald im Landkreis München | 7,63   | 11.442    | 1.500      | 547  | Verfassungslinde in Grünwald |
| Haar (Stadt) (gehörte vor der Gebietsreform zum Landkreis München)                 | Haar | Wappen der Stadt Haar                          | Lage der Gemeinde Haar im Landkreis München | 12,90  | 23.056    | 1.787      | 542  | Karte von Gronsdorf bei München auf einer Wiedergabe der Karte von Philipp Apian von 1568 |
| Hohenbrunn (gehörte vor der Gebietsreform zum Landkreis München)                   | Hohenbrunn | Wappen der Gemeinde Hohenbrunn                 | Lage der Gemeinde Hohenbrunn im Landkreis München | 18,58  | 9.018     | 485        | 570  | Postkarte, datiert 14. Juni 1918. Titel: "Hohenbrunn", im Einsatz "Gemischtwarenhandlung von Kaspar Mittermüller" |
| Höhenkirchen-Siegertsbrunn (gehörte vor der Gebietsreform zum Landkreis München)   | Höhenkirchen Siegertsbrunn (Zusammenschluss: 1978) | Wappen der Gemeinde Höhenkirchen-Siegertsbrunn | Lage der Gemeinde Höhenkirchen-Siegertsbrunn im Landkreis München                                                                                                  | 23,77  | 11.417    | 480        | 586  | Skulptur "HöSi" in Höhenkirchen-Siegertsbrunn, die die zwei Ortsteile Höhenkirchen und Siegertsbrunn symbolisieren soll |
| Ismaning (gehörte vor der Gebietsreform zum Landkreis München)                     | Ismaning | Wappen der Gemeinde Ismaning                   | Lage der Gemeinde Ismaning im Landkreis München | 40,19  | 18.043    | 449        | 490  | Allee zum Gutshof Goldachhof bei Ismaning |
| Kirchheim bei München (gehörte vor der Gebietsreform zum Landkreis München)        | Kirchheim bei München Heimstetten (1976) | Wappen der Gemeinde Kirchheim b.München        | Lage der Gemeinde Kirchheim b.München im Landkreis München | 15,50  | 13.094    | 845        | 511  | Kirche St. Andreas in Kirchheim b.München |
| Neubiberg (gehörte vor der Gebietsreform zum Landkreis München)                    | Unterbiberg | Wappen der Gemeinde Neubiberg                  | Lage der Gemeinde Neubiberg im Landkreis München | 5,77   | 14.618    | 2.533      | 552  | Blick auf Unterbiberg mit der Kirche St. Georg – im Vordergrund der Hachinger Bach |
| Neuried (gehörte vor der Gebietsreform zum Landkreis München)                      | Neuried | Wappen der Gemeinde Neuried                    | Lage der Gemeinde Neuried im Landkreis München | 9,62   | 9.038     | 940        | 561  | Forsthaus Kasten im Forst Kasten |
| Oberhaching (gehörte vor der Gebietsreform zum Landkreis München)                  | Oberhaching Oberbiberg (1978; gehörte vor der Gebietsreform zum Landkreis Wolfratshausen)                                                              | Wappen der Gemeinde Oberhaching                | Lage der Gemeinde Oberhaching im Landkreis München | 33,06  | 13.900    | 420        | 575  | Schloss Laufzorn, Oberhaching · Kreuzpullach; Wallfahrtskirche Hl. Kreuz, barocker Neubau 1710 von Philipp Köglsperger Haus Nr. 5; Ehem. Benefiziatenhaus, barocker Satteldachbau, 1711                                           |
| Oberschleißheim (gehörte vor der Gebietsreform zum Landkreis München)              | Oberschleißheim | Wappen der Gemeinde Oberschleißheim            | Lage der Gemeinde Oberschleißheim im Landkreis München | 30,32  | 11.984    | 395        | 484  | Neues Schloss Schleißheim · Regattastrecke bei Oberschleißheim |
| Ottobrunn (gehörte vor der Gebietsreform zum Landkreis München)                    | Ottobrunn | Wappen der Gemeinde Ottobrunn                  | Lage der Gemeinde Ottobrunn im Landkreis München | 5,23   | 22.510    | 4.304      | 555  | Wolf-Ferrari-Haus mit Brunnen |
| Planegg (gehörte vor der Gebietsreform zum Landkreis München)                      | Planegg | Wappen der Gemeinde Planegg                    | Lage der Gemeinde Planegg im Landkreis München | 10,68  | 11.088    | 1.038      | 547  | Schloss Planegg |
| Pullach im Isartal (gehörte vor der Gebietsreform zum Landkreis München)           | Pullach im Isartal | Wappen der Gemeinde Pullach i.Isartal          | Lage der Gemeinde Pullach i.Isartal im Landkreis München | 7,40   | 8.989     | 1.215      | 583  | Pullach im Isartal, vom östlichen Isarufer gesehen |
| Putzbrunn (gehörte vor der Gebietsreform zum Landkreis München)                    | Putzbrunn | Wappen der Gemeinde Putzbrunn                  | Lage der Gemeinde Putzbrunn im Landkreis München | 11,17  | 6.896     | 617        | 555  | St. Stephan in Putzbrunn |
| Sauerlach (gehörte vor der Gebietsreform zum Landkreis Wolfratshausen)             | Sauerlach Arget (1978) Eichenhausen (1978) | Wappen der Gemeinde Sauerlach                  | Lage der Gemeinde Sauerlach im Landkreis München | 56,95  | 8.210     | 144        | 618  | St. Anna-Kapelle in Staucharting bei Sauerlach |
| Schäftlarn (gehörte vor der Gebietsreform zum Landkreis Wolfratshausen)            | Schäftlarn | Wappen der Gemeinde Schäftlarn                 | Lage der Gemeinde Schäftlarn im Landkreis München | 16,72  | 5.975     | 357        | 692  | Kloster Schäftlarn – im Vordergrund das Isartal mit der Isar |
| Straßlach-Dingharting (gehörte vor der Gebietsreform zum Landkreis Wolfratshausen) | Straßlach Dingharting (Zusammenschluss: 1978) | Wappen der Gemeinde Straßlach-Dingharting      | Lage der Gemeinde Straßlach-Dingharting im Landkreis München | 28,34  | 3.321     | 117        | 635  | Straßlach-Dingharting, Mühltal; Haus Nr. 10; Gasthaus zur Mühle (Beim Untermüller), zweigeschossiger Putzbau mit Halbwalmdach und Medaillonmalereien, bez. 1807                                                                   |
| Taufkirchen (gehörte vor der Gebietsreform zum Landkreis München)                  | Taufkirchen | Wappen der Gemeinde Taufkirchen                | Lage der Gemeinde Taufkirchen im Landkreis München | 22,00  | 18.176    | 826        | 562  | Ortsansicht von Taufkirchen · Wolfschneiderhof, Heimatmuseum in Taufkirchen |
| Unterföhring (gehörte vor der Gebietsreform zum Landkreis München)                 | Unterföhring | Wappen der Gemeinde Unterföhring               | Lage der Gemeinde Unterföhring im Landkreis München | 12,79  | 11.957    | 935        | 507  | Basispyramide Unterfoehring |
| Unterhaching (gehörte vor der Gebietsreform zum Landkreis München)                 | Unterhaching | Wappen der Gemeinde Unterhaching               | Lage der Gemeinde Unterhaching im Landkreis München | 10,37  | 26.079    | 2.515      | 556  | Das Thermalwasserbohrloch des Geothermiekraftwerks Unterhaching |
| Unterschleißheim (Stadt) (gehörte vor der Gebietsreform zum Landkreis München)     | Unterschleißheim | Wappen der Stadt Unterschleißheim              | Lage der Stadt Unterschleißheim im Landkreis München | 14,93  | 29.661    | 1.987      | 474  | Alte St.-Ulrich-Kirche in Unterschleißheim |
| Gemeindefreie Gebiete                                                              | Forstenrieder Park (37,08 km2) Grünwalder Forst (19,53 km2) Perlacher Forst (13,36 km2)                                                                |                                                | Lage des Gemeindefreien Gebiets im Landkreis München · Lage des Gemeindefreien Gebiets im Landkreis München · Lage des Gemeindefreien Gebiets im Landkreis München | 69,97  |           |            |      | Eichelgarten im Forstenrieder Park · Georgenstein in der Isar vom östlichen Flussufer aus, mit Damm aus Felsblöcken, und Bildstock des Heiligen Georg · die durch den Perlacher Forst verlaufende Bahnstrecke München–Holzkirchen |